# اللغة البلنسية
اللغة البلنسية هي لغة يعتبرها علماء اللغة إحدى لهجات اللغة الكتالانية (ضمن مجموعة اللهجات الكتالانية الغربية)، ويعتبرها المتحدثون بها لغة مستقلة عنها. وهي متداولة في منطقة بلنسية بالشرق الإسباني، حيث تعد لغة محلية تقليدية ولغة رسمية جنبًا إلى جنب مع الإسبانية. تعد اللهجة البلنسية الجنوبية هي النسخة القياسية للغة البلنسية، وتنظمها الأكاديمية البلنسية للغة (بالبلنسية: Acadèmia Valenciana de la Llengua, AVL)، التي نشأت بمرسوم من البرلمان البلنسي سنة 1998، والتي تعتبر الكتالانية والبلنسية مجرد اسمين للغة واحدة.

## أدب اللغة البلنسية

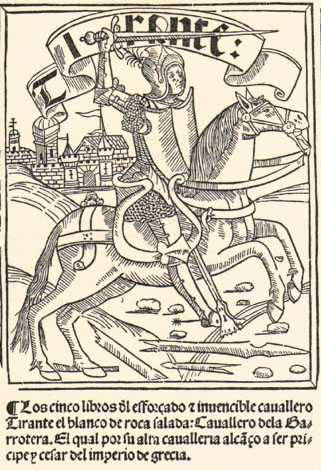
غلاف الطبعة الأولى من رواية الفروسية "تيراند الأبيض"، إحدى أشهر الأعمال الأدبية التاريخية المكتوبة بالبلنسية

من أشهر الأعمال الأدبية المكتوبة بالبلنسية «تيراند الأبيض» (بالبلنسية القديمة: Tirant lo Blanch)، وهي رواية فروسية للكاتب والفارس البلنسي جوان مارتورل، إلى جانب أشعار أوزياز مارك (1400 ـ 1459)، أحد شعراء ما سمي بالقرن الذهبي في تاريخ الأدب البلنسي.